# Leiospora
Leiospora là chi thực vật có hoa trong họ Cải.